# شپنوپت دوم

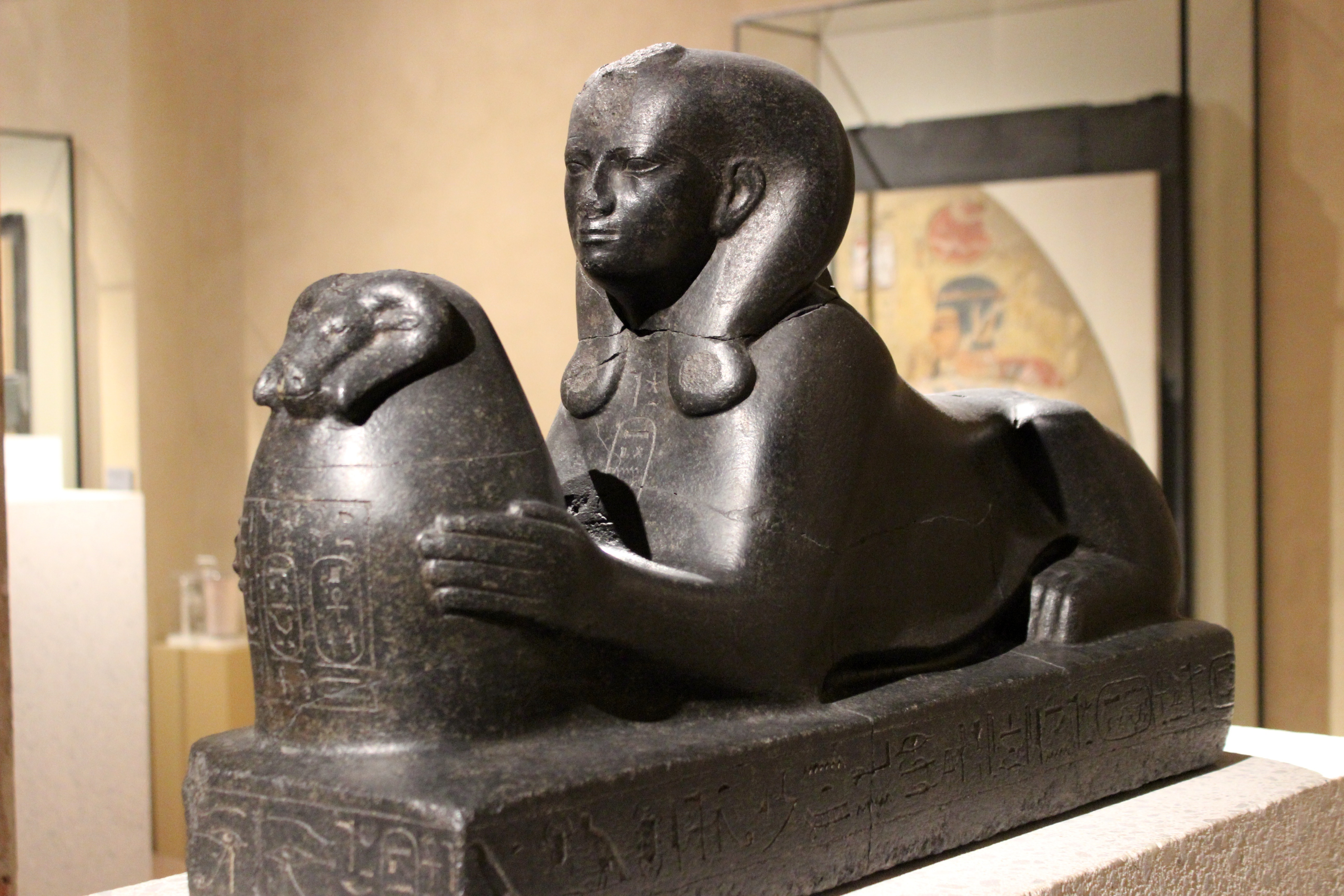
ابوالهول گرانیتی شپنوپت دوم در موزه آلتس در برلین

شپنوپت دوم (انگلیسی: Shepenupet II) یک شاهدخت مصری باستان از دودمان بیست و پنجم مصر بود که از حدود ۷۰۰ ق.م. تا ۶۵۰ ق.م. به عنوان کاهنهٔ اعظم آمون و پرستشگر مقدس آمون خدمت می‌کرد. او دختر اولین فرعون کوش بعنخی و خواهر جانشینان او، یعنی شباکا و تهارقا بود.

## زندگی‌نامه
شپنوپت دوم توسط سلف خود، امانی‌ریدیس یکم خواهر پیعنخی به فرزندخواندگی پذیرفته شد. شپنوپت از آغاز سلطنت تهارقا تا سال نهم حکمرانی فرعون پسامتیک یکم «همسر خدای آمون» بود. او در زمان فرمانروایی مجبور شد با شهردار تِبِس، منتوئمحات به توافقی برای تقسیم قدرت برسد.
خواهرزاده او، امانی‌ریدیس دوم دختر تهارقا به عنوان وارث او منصوب شد. شپنوپت مجبور شد نیتوکریس یکم دختر فرعون پسامتیک یکم را که پس از فتح مصر توسط امپراتوری آشوری نو این کشور را دوباره یکپارچه کرد، به فرزندخواندگی قبول کند. این موضوع در «سنگ یادبود فرزندخواندگی نیتوکریس» نوشته شده است. در سال ۶۵۶ پیش از میلاد، در سال نهم سلطنت پسامتیک یکم او نیتوکریس یکم را در تِبِس به حضور پذیرفت.
آرامگاه او در محوطه هابو (شهر) قرار دارد. امانی‌ریدیس دوم جانشین او شد که خود جانشین نیتوکریس یکم بود.